# Österreichisch-Schwedische Gesellschaft
Die Österreichisch-Schwedische Gesellschaft (ÖSG) ist eine Vereinigung, die sich zum Ziel gesetzt hat, die persönlichen, kulturellen, wirtschaftlichen und politischen Beziehungen zwischen Österreich und Schweden zu pflegen und zu fördern. Die ÖSG hat ihren Sitz in Wien. Seit Jänner 2013 ist Viveka Slama Präsidentin der ÖSG.

## Geschichte
Der Verein geht auf die im Jahr 1920 von österreichischen Studenten, die bei Aufenthalten in Schweden die schwedische Sprache und Kultur kennengelernt hatten, gegründete SVEA zurück. Die ÖSG in ihrer heutigen Ausprägung wurde am 18. September 1946 gegründet.
Bisherige Vorsitzende der ÖSG:
- 1946–1976 Karl Lammel
- 1976–1988 Kurt Schmid
- 1988–2001 Irmtraut Karlsson
- 2001–2010 Sten Häggblom
- 2010–2013 Ingela Bruner
- 2013–2022 Viveka Slama-Kern
- 2022–2023 Lea Widén
- 2024 – Viveka Slama-Kern

Stv:Savinc Nicole

Ehrenpräsidentschaft
- Österreich: Margit Fischer
- Schweden: I.E. Annika Markovic, schwedische Botschafterin in Wien

## Aufgaben und Ziele
Die ÖSG ist ein gemeinnütziger Verein, der zum Ziel hat, die bilateralen Beziehungen zwischen Österreich und Schweden in allen Bereichen nachhaltig zu festigen und zu pflegen sowie die Übung im Gebrauch der schwedischen Sprache zu fördern.
Weiters soll durch wissenschaftliche Arbeiten, Studien und Veranstaltungen der Erkenntnisstand im Wissen um die gesellschaftlichen Entwicklungen in Schweden und Österreich – auch im Vergleich zueinander – erhöht und gefördert werden. Dies wird durch Veranstaltungen, Vorträge, Seminare, Symposien und Veröffentlichungen erzielt.
Die ÖSG wirkt ehrenamtlich und unvoreingenommen für die Beziehungen zwischen Schweden und Österreich sowie für die Wahrnehmung Schwedens in Österreich. Die Vereinigung verpflichtet sich in ihren Statuten zu einem vorurteilsfreien und friedlichen Dialog zwischen den Nationen, Kulturen und Konfessionen.
ÖSG-Mitglieder sind heute sowohl Österreicher und andere Bürger mit Interesse für Schweden als auch Schweden, die in Österreich leben und den Kontakt zu ihrer Heimat sowie den Austausch mit anderen Menschen mit Schwedenbezug pflegen möchten.
Der Verein setzt insbesondere auf die Förderung von Studierenden mit einem speziellen Bezug zu Schweden, sei es durch familiäre Verbindungen zu Schweden, ein Skandinavistik-Studium oder einen Austauschaufenthalt an einer schwedischen Universität.
Die Beziehungen zu den Universitäten sind ein wichtiger Bestandteil des ÖSG-Netzwerkes. Außerdem kooperiert die ÖSG mit anderen schwedenbezogenen Organisationen und Institutionen: zum Beispiel mit der schwedischen Botschaft, der schwedischen Handelskammer, SWEA, dem Verband Österreich-Nordische Länder oder der Schwedischen Kirche.

## Vereinsaktivitäten
Neben Clubabenden, Sonderführungen, Diskussionsforen oder Filmabenden sind besonders Feste zu großen schwedischen Feiertagen fester Bestandteil des ÖSG-Programms. So feiert die Gesellschaft besonders den Svenska Flaggans Dag am 6. Juni, Midsommar und das Jul-Fest.

## ÖSG-Zeitschrift God Jul
Seit 2010 erscheint einmal jährlich im Dezember die ÖSG-Zeitschrift „God Jul“. Editorien, Arnold Gallhuber & Lars Hellberg
Sie enthält unter anderem Informationen zur ÖSG, redaktionelle Beiträge rund um Schweden, Rezepte und schwedische Lieder. Die Zeitschrift ist an alle Schweden-Interessierte gerichtet und wird über die ÖSG-Website und auf diversen Veranstaltungen verkauft.